# Route européenne 52
Pour les articles homonymes, voir E52 et Route 52.
La route européenne 52 est une route reliant Strasbourg à Salzbourg.

## Tracé
La route européenne E52 commence à l'échangeur de la Montagne Verte à Strasbourg où elle se sépare de la route européenne E25 et suit le trajet suivant :
- Route nationale 4 jusqu'à la frontière avec l'Allemagne à Kehl.
- Bundesstraße 28 jusqu'à l'échangeur d'Appenweier.
- Bundesautobahn 5 jusqu'à l'échangeur "Dreieck" de Karlsruhe.
- Bundesautobahn 8 jusqu'à la frontière avec l'Autriche à Bad Reichenhall en passant par la Bundesautobahn 99 pour contourner Munich.
- Westautobahn A1 jusqu'à l'échangeur "Knoten" de Salzbourg où elle rejoint la route européenne E60.